# صموئيل بريسكوت هيلدرث
صموئيل بريسكوت هيلدرث هو مؤرخ وعالم وطبيب وسياسي أمريكي، ولد في 30 سبتمبر 1783 في ميثيون في الولايات المتحدة، وتوفي في 24 يوليو 1863 في مارييتا في الولايات المتحدة. انتخب عضو مجلس نواب أوهايو ‏.